# Khí hậu nhiệt đới

Khí hậu nhiệt đới

Khí hậu nhiệt đới trong phân loại khí hậu Köppen là loại khí hậu không khô hạn, trong đó tất cả mười hai tháng có nhiệt độ trung bình ấm hơn 18 °C (64 °F). Khí hậu nhiệt đới thường thấy từ xích đạo đến 25 vĩ độ Bắc và Nam. Khí hậu nhiệt đới thường không có sương giá và những thay đổi về góc mặt trời là nhỏ do chúng chiếm vĩ độ thấp. Ở vùng khí hậu nhiệt đới, nhiệt độ vẫn tương đối ổn định trong suốt cả năm. Ánh nắng mặt trời tại các vùng này khá gay gắt.
Ở vùng khí hậu nhiệt đới thường chỉ có hai mùa: mùa mưa và mùa khô. Mùa mưa thường xảy ra vào thời điểm mặt trời cao (từ tháng 5 đến tháng 9 ở Bắc bán cầu và từ tháng 11 đến tháng 3 ở Nam bán cầu). Mùa khô thường xảy ra vào thời điểm mặt trời thấp (tháng 11 đến tháng 3 ở Bắc bán cầu và từ tháng 5 đến tháng 9 ở Nam bán cầu).

## Loại phụ
Trong vùng khí hậu nhiệt đới có ba loại khác nhau dựa trên lượng mưa:

### Khí hậu rừng mưa nhiệt đới
Khí hậu rừng mưa nhiệt đới (AF) thường xảy ra gần xích đạo, thường trong phạm vi 10 hoặc 15 độ vĩ độ bắc và nam của xích đạo. Khí hậu này bị chi phối bởi các vùng ảm đạm hoặc Vùng hội tụ liên nhiệt đới và khu vực không khí chìm, gió lặng và mưa thường xuyên. Lượng mưa theo mùa rất lớn, thường là hơn 200 cm (80 inch) hàng năm. Ở vùng khí hậu rừng mưa nhiệt đới, không có mùa khô hoặc nhiều nhất là hai tháng khô. Tất cả 12 tháng có lượng mưa trung bình ít nhất là 60 mm (2,4 in).
Lưu vực sông Amazon của Nam Mỹ, lưu vực Congo của châu Phi xích đạo và rìa đại dương của một phần của vùng nhiệt đới Tây Phi có khí hậu rừng mưa nhiệt đới. Khu vực bán đảo và bán đảo của Đông Nam Á (Malaysia, Thái Lan, Philippines, New Guinea, Indonesia, Việt Nam, v.v.) bao gồm khu vực rộng lớn nhất với khí hậu rừng mưa nhiệt đới. Đông Trung Mỹ và một phần của các đảo Ca ri bê, rìa Đại Tây Dương của Brazil, phía đông đảo Madagascar và miền nam Sri Lanka bao gồm các khu vực nhỏ hơn với khí hậu rừng mưa nhiệt đới.
Một số nơi có khí hậu này thực sự ẩm ướt đồng đều và đơn điệu trong suốt cả năm (ví dụ, Thung lũng Amazon, hoặc Indonesia, cũng như các khu vực ở Nam Mỹ và Trung Mỹ, từ Ecuador đến Costa Rica, ví dụ, Andagoya, Colombia), nhưng trong nhiều trường hợp, thời gian mặt trời cao hơn và ngày dài hơn rõ rệt nhất (như tại Palembang, Indonesia) hoặc thời gian mặt trời thấp hơn và những ngày ngắn hơn có thể có nhiều mưa hơn (như tại Sitiawan, Malaysia).

### Khí hậu nhiệt đới gió mùa
Kiểu khí hậu này là kết quả của gió mùa thay đổi hướng theo mùa. Trong kiểu khí hậu nhiệt đới này, có một mùa khô ngắn nhưng khác biệt. Do đó, khu vực này nằm dưới ảnh hưởng của Khu vực hội tụ liên vùng vào thời điểm mặt trời cao (mùa hè) và dưới ảnh hưởng của gió mậu dịch khô hơn vào thời điểm mặt trời thấp (mùa đông). Khí hậu này có một tháng khô nhất (gần như luôn luôn xảy ra vào hoặc ngay sau ngày "mùa đông" ở phía bên kia của đường xích đạo) với lượng mưa nhỏ hơn 60 mm, nhưng ít nhất {\textstyle 100-\left({\frac {Total\ Annual\ Precipitation\ (mm)}{25}}\right)}.